# Karlsborg (commune de Kalix)
Pour les articles homonymes, voir Karlsborg.
Karlsborg est une localité de la commune de Kalix dans le comté de Norrbotten en Suède.
Sa population était de 121 habitants en 2015.